# Bolquer d'adult

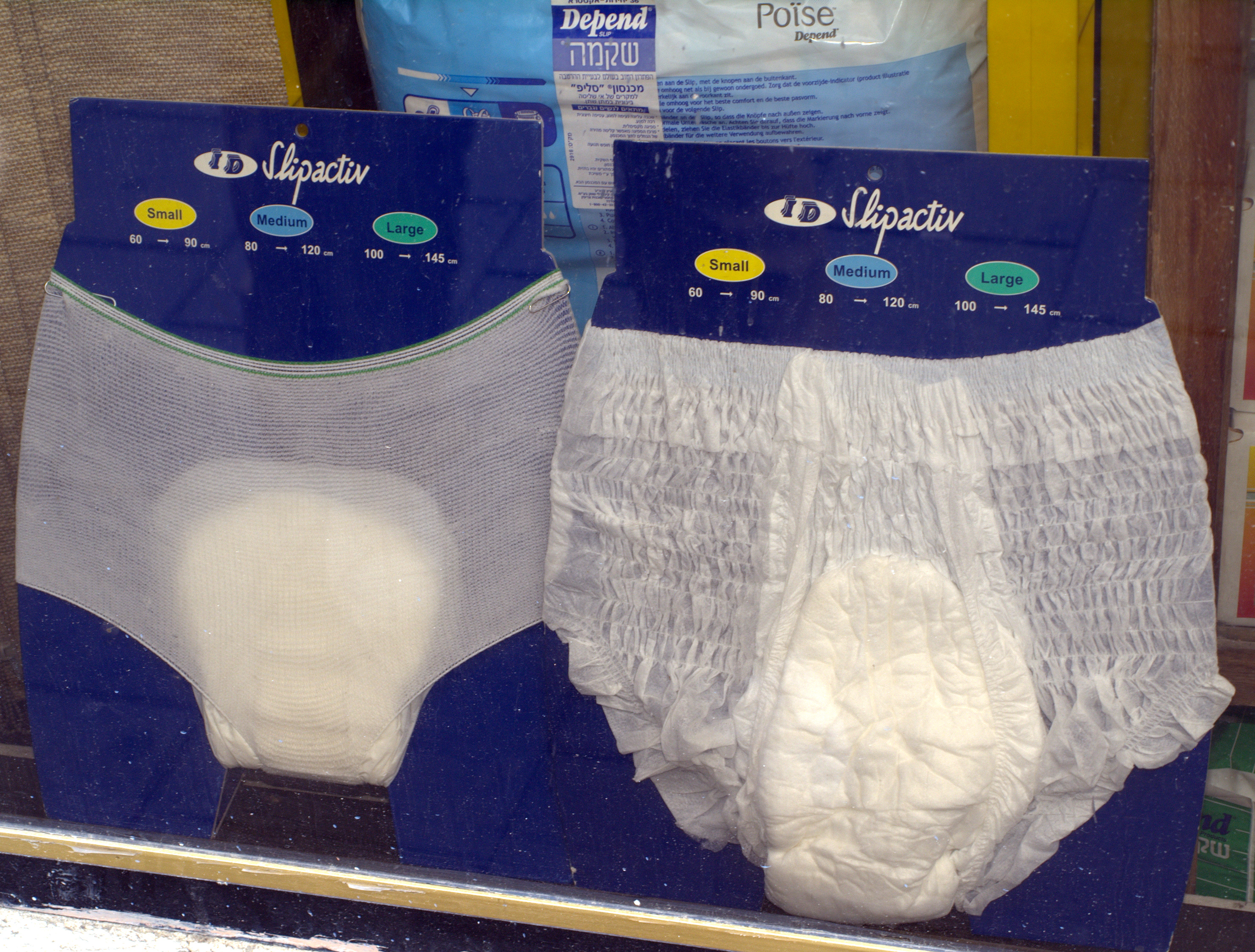
Bolquers d'adult.

Un bolquer d'adult és un producte semblant al bolquer per a nadons però adaptat als cossos de les persones adultes. Els bolquers poden ser necessaris per als individus afectats per diferents síndromes, com:incontinència urinària o fecal, algun tipus de discapacitat física, diarrees severes o demència.

## Tipus

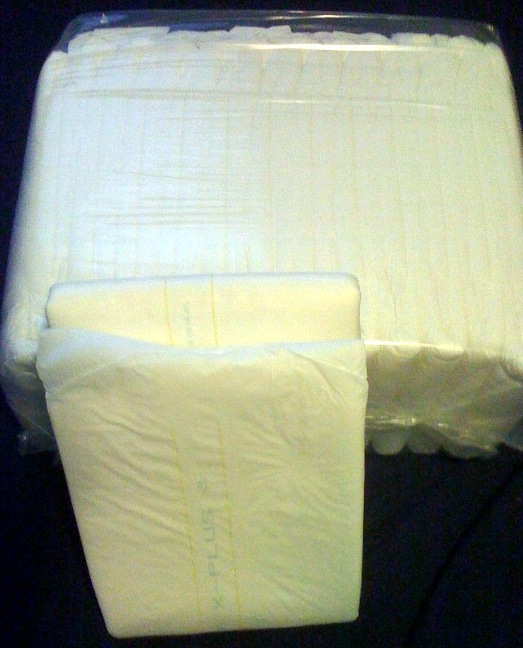
Un sac de bolquers per a adults

Els fabricants ofereixen diferents tipus de bolquers per a adults que responen a necessitats específiques segons si la persona és independent o depenent, amb o sense mobilitat, tant si la incontinència és feble com forta, d'orina o mixta:
- bolquers complets, (o simplement bolquers), formen unes calces reals tancades als costats amb autoadhesius. Són bolquers adaptats a una incontinència forta o mixta.
- bolquers anatòmics formen un bolquer de 8 capes per posar-los dins d'un pantaló plàstic o tela impermeable. Es tracta de bolquers adaptats a una incontinència moderada, principalment urinària.
- bolquers pantalons, són bolquers per portar-los com a roba interior. Es tracta de bolquers adaptats a una incontinència urinària feble o moderada. Alguns models de bolquers pantalons infantils/adolescents també es poden adaptar a adults de mida petita a mitjana.
- bolquers rectes, també anomenats insercions, són un bolquer rectangular per a ser introduït dins d'un panty impermeable de plàstic. Es tracta de bolquers adaptats a una incontinència urinària feble. També hi ha insercions permeables que s'utilitzen a més a més de la inserció per a millorar la seva absorció i reduir la freqüència d'intercanvi.

De fet, tots els models per a nadons també existeixen en bolquers per a adults.
Els bolquers d'adults d'un sol ús solen tenir indicadors que canvien de color en contacte amb la humitat o l'orina, generalment una línia groga que es torna de color blau fosc.
La majoria dels bolquers d'adults es beneficien dels últims avenços tecnològics dels bolquers infantils, incloent recobriments tous no teixits per a més discreció, menys espessor amb major absorció, barreres de fugues i components de control d'olors.
Cada fabricant ofereix una marca de bolquer amb les seves pròpies especificitats, que està disponible en diversos models (des del menys absorbent fins al més absorbent) i en diverses mides (generalment petites, mitjanes i grans).

## Bolquer d'astronauta
Els astronautes usen uns bolquers anomenats " Maximum Absorbency Garments ", o MAG, durant l'enlairament i l'aterratge. En les missions de transbordador espacial, cada membre de la tripulació rep tres bolquers-per al seu llançament i reentrada apart d'un recanvi pel cas d'haver de tornar a provar la reentrada un altre cop. El teixit super-absorbent utilitzat en bolquers d'un sol ús, que pot contenir fins a 400 vegades el seu pes, es va desenvolupar perquè els astronautes de l'Apollo poguessin romandre durant almenys sis hores en passejades espacials i activitat extra vehicular. Originàriament, només les astronautes femenines empraven els MAG, ja que els dispositius de captació utilitzats pels homes no eren aptes per a les dones. Tanmateix, els informes de la seva comoditat i efectivitat finalment van convèncer els homes sobre el fet de començar a utilitzar també ells els bolquers. La consciència pública sobre els bolquers d'astronauta va augmentar significativament després de la detenció de Lisa Nowak, una astronauta de la NASA investigada per un intent d'assassinat, que va guanyar notorietat als mitjans quan la policia va informar que havia conduït 900 quilòmetres, amb un bolquer d'adult per així no haver de parar per orinar. Els bolquers es van convertir en tema per a molts actors de televisió, apart de que es van incloure en una adaptació de la història de Nowak a la sèrie Law&Order: Criminal Intent, malgrat que ella negués que en portava.

## Composició
Hi ha bolquers de diversos tipus. N'hi ha de tela reutilitzables que es poden rentar amb aigua i detergent, pel que consumeixen menys recursos. Els d'un sol ús estan formats per diverses capes de cel·lulosa, polièster i altres materials permeables, amb una capa exterior impermeable. També existeixen bolquers d'un sol ús biodegradables, encara que per a completar el procés de biodegradació necessiten oxigen i llum solar, condicions difícils als abocadors.